# Librão (Santa Catarina)
Librão es una localidad caboverdiana del municipio de Santa Catarina.

## Geografía
La localidad está situada en la isla de Santiago.

## Organización territorial
La localidad abarca los lugares y barrios de:
- Aldeia
- Baza Corrente
- Cada Vez
- Culanco
- Cutelo
- Cutelo (Pariba)
- Lém Batalha
- Lém de Reda
- Lém Lopes
- Librão Riba
- Mercador
- Penedo (Sarrado)
- Sarado Riba
- Tchupana